# Vodouš bahenní
Vodouš bahenní (Tringa glareola) je středně velký druh bahňáka z čeledi slukovitých. Podobá se vodouši kropenatému, je však světlejší, kresba hřbetu a křídel je výraznější, ocas je jemněji proužkovaný, hruď a boky řidčeji čárkované, nadoční proužek sahá až za oko, nohy jsou žlutavě zelené. V letu má světlou spodinu křídel. Mladí ptáci jsou svrchu silně světle tečkovaní, hruď mají jemně čárkovanou. Hnízdí na rašeliništích a bažinách v tajze.

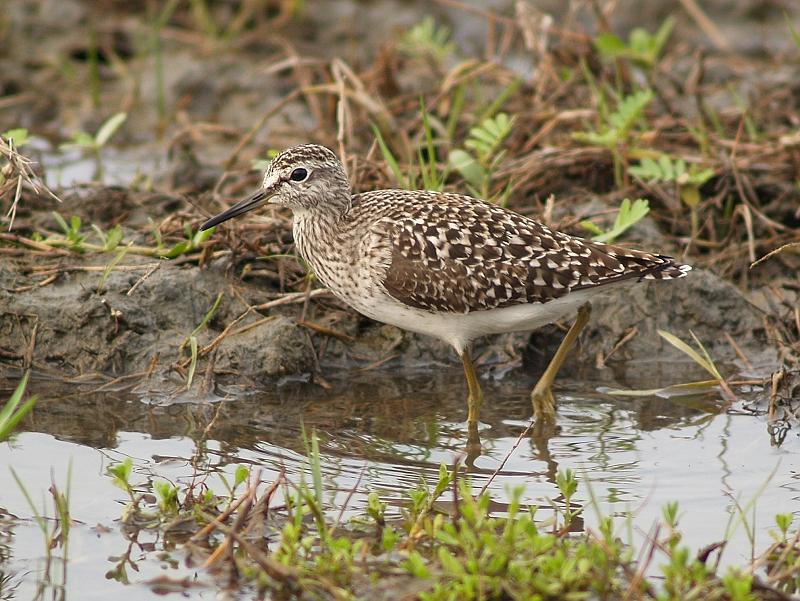
Mladý pták (po stranách hrudi proužkování, na hřbetě světlé skvrnění)
- Tringa glareola
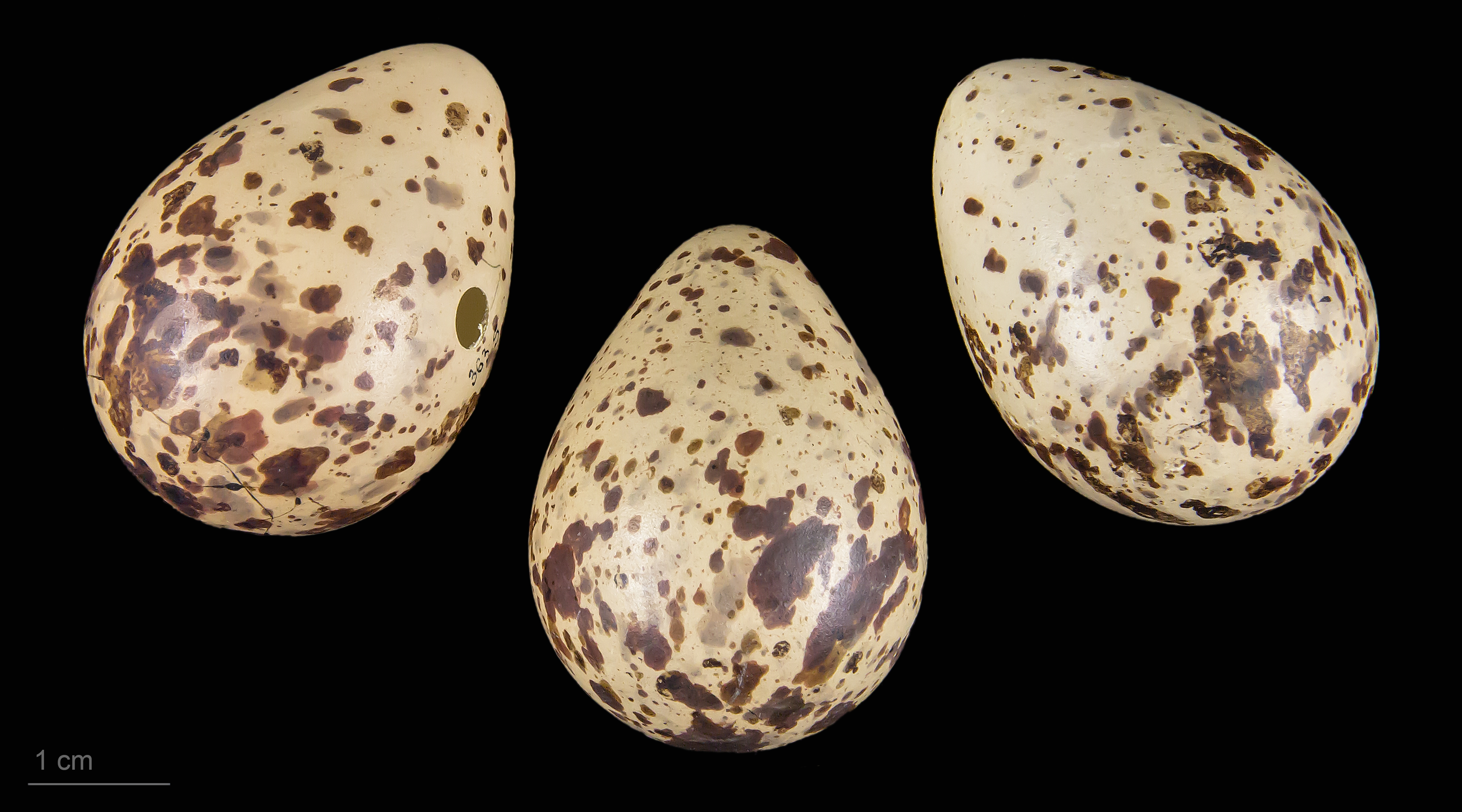
Vejce vodouše bahenního (Tringa glareola)